# 健行路 (中壢區)
健行路（Jianxing Rd.)，為臺灣桃園市中壢區的重要道路之一，大致呈南北向，不分段。北於健行路車行地下道與元化路相接，南與龍岡路二段相接。

## 路名由來
因健行工專（原上海三極電信學校在台復校）設立於此地而得名，現已改制為健行科技大學。

## 行經行政區域
- 桃園市
  - 中壢區

## 車道配置
- 全線:雙向各一車道。

## 沿線設施
（由北至南）
- 中壢車站（與桃園捷運藍線[1]綠線中壢車站雙鐵共構）
- 桃園市立東興國民中學(廣州路25號)
- 臺灣銀行建國分行(169號)[2]
- 陽信商業銀行中壢分行(171號)[3]
- 聯邦商業銀行健行分行(189號)[4]
- 健行科技大學(229號)
- 健行商圈
- 桃園捷運綠線健行科技大學站

## 交通
- 火車：臺灣鐵路管理局縱貫線中壢車站
- 捷運：桃園捷運綠線健行科技大學站
- 公車：
  - 桃園客運市區公車－115路、112南路健行科技大學站
  - 中壢客運市區公車－112北路健行科技大學站
- 客運：
  - 桃園客運幹線公車：健行科技大學站
    - 中壢-官路缺-大溪線
    - 員樹林-龍潭-石門水庫線
    - 龍岡-中壢線
    - 大溪-林班口（巴陵）線
    - 九龍村-龍潭線